# Wojciech Darasz
Wojciech Władysław Darasz, także Albert Darasz (ur. 25 listopada 1808 w Warszawie, zm. 19 sierpnia lub 19 września 1852 w Londynie) – emigracyjny działacz niepodległościowy, publicysta. Brał udział w powstaniu listopadowym 1830–1831, następnie na emigracji we Francji i Anglii. Działacz Towarzystwa Demokratycznego Polskiego i Centralnego Komitetu Demokracji Europejskiej. Wraz z Wiktorem Heltmanem wydawał Przegląd Dziejów Polskich (1838–1839).

## Życiorys
Urodził się 1808 w Warszawie, według Bolesława Limanowskiego prawdopodobnie był synem odźwiernego w pałacu Potockich w Warszawie. W wieku dziewiętnastu lat ukończył z wyróżnieniem Królewski Uniwersytet Warszawski na wydziale prawa i administracji.
Podczas powstania listopadowego wstąpił do wojska jako szeregowiec i wkrótce awansowany został na oficera w 20. pułku piechoty. Po upadku powstania udał się na emigrację do Francji, gdzie prowadził działalność polityczną w ramach tzw. Rad Zakładowych w tajnym stowarzyszeniu węglarzy i Związku Młodej Polski. W 1834 przebywał wspólnie z Wiktorem Heltmanem w Castres; w 1835 wstąpił do Towarzystwa Demokratycznego Polskiego. W 1836 przeniósł się do Tuluzy. W 1837 został członkiem najwyższych władz TDP – pięcioosobowej Centralizacji. Od 1838 przez rok był współredaktorem "Przeglądu Dziejów Polski" i od 1842 redaktorem naczelnym Demokraty Polskiego, oficjalnego pisma TDP.
Po upadku Rewolucji lutowej i Wiosny Ludów, członkowie Centralizacji TDP, w tym Wojciech Darasz, zostali zmuszeni do opuszczenia Francji - odtąd siedzibą organizacji stał się Londyn. W stolicy Wielkiej Brytanii Darasz kontynuował działalność polityczną, wstępując w 1850 jako reprezentant Polski do Centralnego Komitetu Demokracji Europejskiej.
Pobyt w Anglii niekorzystnie odbił się na zdrowiu Darasza i doprowadził do rozwoju gruźlicy. Zmarł – według różnych źródeł – 19 sierpnia lub 19 września 1852 r. Wojciech Darasz pochowany został na Highgate Cemetery.
Brat Pawła Darasza, lekarza i działacza emigracyjnego.

## Odznaczenia
- Order Virtuti Militari
- Order Korony Żelaznej (Włochy)